# لين سبيرز
لين سبيرز (بالإنجليزية: Lynne Spears)‏ (و. 1955  م) هي كاتِبة، ومُدرسة أمريكية، ولدت في ماكومب.

## التعليم
تعلمت في جامعة جنوب شرق لويزيانا
.